# Club Atletico Faenza 2010-2011
La stagione 2010-2011 del Club Atletico Faenza sarà la dodicesima consecutiva disputata in Serie A1 femminile.
Fino a gennaio 2011 ha fatto parte della rosa anche Olena Žeržerunova, poi sostituita da Vaida Sipavičiūtė.

## Rosa
| N° | Naz.                   | Ruolo | Sportivo             | Anno | Alt. |  |
| -- | ---------------------- | ----- | -------------------- | ---- | ---- |  |
| 4  | Brasile (bandiera)     | P     | Adriana Moisés Pinto | 1978 | 168  |  |
| 5  | Germania (bandiera)    | AP    | Anne Breitreiner     | 1984 | 183  |  |
| 6  | Italia (bandiera)      | A     | Giulia Rulli         | 1991 | 185  |  |
| 7  | Italia (bandiera)      | G     | Francesca Modica     | 1981 | 175  |  |
| 10 | Italia (bandiera)      | A     | Lavinia Santucci     | 1985 | 185  |  |
| 11 | Italia (bandiera)      | A     | Silvia Sarni         | 1987 | 188  |  |
| 12 | Italia (bandiera)      | G     | Beatrice Sciacca     | 1983 | 175  |  |
| 13 | Lituania (bandiera)    | C     | Vaida Sipavičiūtė    | 1985 | 193  |  |
| 14 | Italia (bandiera)      | P     | Elisa Bonaldo        | 1981 | 170  |  |
| 15 | Italia (bandiera)      | C     | Marte Alexander      | 1976 | 192  |  |
| 16 | Stati Uniti (bandiera) | C     | Lauren Ervin         | 1985 | 191  |  |

## Dirigenza
- Presidente: Enrico Piombini
- Vicepresidente: Mario Bedeschi
- General Manager: Claudio Bagnoli
- Direttore sportivo: Nina Bjedov
- Segretaria: Bice Ferraresi
- Dirigente responsabile e accompagnatore: Giuseppe Moriconi
- Addetto stampa: Davide Zagonara
- Addetto marketing: Stefano Visani

## Staff tecnico
- Allenatore: Nino Molino
- Vice allenatore: Cristina Bassi
- Addetti statistiche: Andrea Rivola e Antonio Bachiorri
- Preparatore atletico: Daniele Ercolessi
- Fisioterapista: Giovanni Fabbri
- Medico sociale: Edmondo Errani
- Addetto arbitri: